# ジェイムズ・エドウィン・ウェッブ
ジェイムズ・エドウィン・ウェッブ（James Edwin Webb、1906年10月7日 - 1992年3月27日）は、アメリカ合衆国の官僚で、1949年1月28日から1952年2月29日まで第16代アメリカ合衆国国務次官、1961年2月14日から1968年10月7日まで第2代NASA長官を務めた。
ウェッブはジョン・F・ケネディ政権の最初からリンドン・ジョンソン政権の終わりまでNASAを監督し、マーキュリー計画での最初の有人飛行からジェミニ計画を経て、アポロ計画による最初の有人飛行の直前までを担当した。アポロ1号の火災事故の処理にも携わった。
21世紀初めから開発が進められている地球軌道の宇宙望遠鏡は、当初は「次世代宇宙望遠鏡」 (NGST / Next Generation Space Telescope) と呼ばれていたが、ウェッブの功績を称えて2002年にジェイムズ・ウェッブ宇宙望遠鏡と改名された。

## 生涯

### 生い立ち
ウェッブはノースカロライナ州グランビル郡タリホーの村に生まれた。1928年にはノースカロライナ大学チャペルヒル校で教育学の学士号を得た。アカシアフラタニティの会員であった。ウェッブはアメリカ海兵隊の少尉になり、1930年から1932年に海兵隊のパイロットとして従軍した。ウェッブはその後、1934年から1936年までジョージ・ワシントン大学ロー・スクールで法律を学び、1936年にワシントンD.C.の法廷弁護士になった。

### 経歴
ウェッブはワシントンD.C.で長い間公務に仕えた。最初は1932年から1934年までノースカロライナ州選出のアメリカ合衆国下院議員エドワード・ポーの秘書を務めた。次に1934年から1936年まで前議員で弁護士のオリバー・ガードナーの助手を務めた。1936年にウェッブはスペリーの人事部長、財務部長となり、後に副社長を務めた。1944年に第二次世界大戦が勃発すると退職した。
戦後、ウェッブはワシントンに戻ってアメリカ合衆国財務省次官になっていたオリバー・ガードナーの秘書となり、その後1949年までアメリカ合衆国大統領行政府予算局の責任者を務めた。ハリー・S・トルーマン大統領は、ウェッブをアメリカ合衆国国務省の次の次官に指名した。トルーマン政権が1953年1月に終わると、ウェッブはワシントンD.C.を去り、オクラホマシティのカー・マギー社に就職した。しかし政府との関わりも持ち続け、例えば1958年にはドレイパー委員会の委員も務めた。1965年コリアー・トロフィー受賞。

### NASA

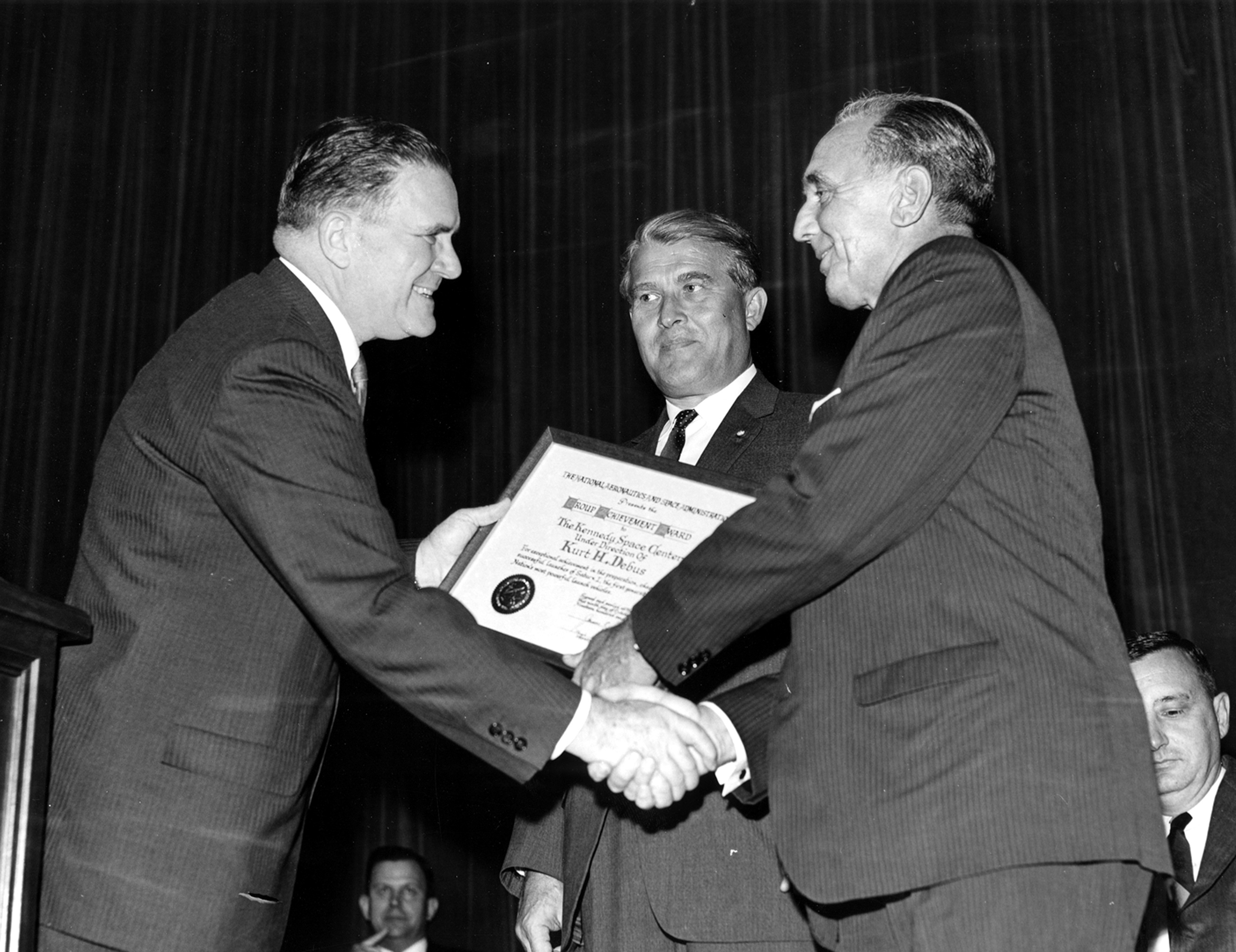
ケネディ宇宙センター長官カート・デブスに賞を贈るウェッブ

ウェッブは1961年にワシントンD.C.に戻り、NASAの長官になった。彼の指揮の下で、ジョン・F・ケネディ大統領が設定した「1960年代末までにアポロ計画でアメリカ人を月面に立たせる」という目標が達成された。
1961年5月25日のケネディの宣言から7年後の1968年10月、ウェッブは議会でNASAに対する支援を求めた。ワシントンD.C.での長期間の根回しやリンドン・ジョンソン大統領の後押しもあり、ウェッブはアポロ計画に対する継続的な支援や予算を獲得することができた。彼の在任中に、NASAは複数の研究所の雑多な寄せ集めから統制された組織に変わった。ウェッブは、後にジョンソン宇宙センターとなる有人宇宙船センターの創設に中心的な役割を果たした。アポロ計画に集中するようにというプレッシャーにもかかわらず、ウェッブはマリナー計画及びパイオニア計画での惑星探査の成功も請け合った。
1967年のアポロ1号の事故後、ウェッブは「私達はいつも、この種のできごとが遅かれ早かれ起こることを知っていた…だが最初の悲劇が地上で起こるなどと誰が考えていただろうか?」とメディアに語った。ウェッブはジョンソン大統領を訪ね、NASA自らがこの事故を調査し、復興を主導することを許可してもらえるのか相談した。彼は彼自身やNASAに対する非難を正直に評価し、適切に対処することを約束した。NASAは事故の全貌の調査に着手し、問題を正し、アポロ11号の月着陸に向けて研究を進めた。
ウェッブは調査の結果を議会の複数の委員会に報告し、ほぼ会合ごとに個人的に厳しい尋問にあった。偶然にか意図的にか、ウェッブは事件に関するNASAや政権やの非難をそらすことに成功した。結果として、NASAのイメージや人気には大きな傷は付かなかった。
しかし、ウェッブはジョンソン大統領に近い民主党員であり、ジョンソンが選挙への不出馬を選択すると、次の大統領が自分で長官を選ぶことができるように長官の職を退くことを決意した。
ウェッブは1968年に中央情報局からソビエト連邦が有人月探査に向けてN-1ロケットの開発を行っているという報告を受けていたが、この年にNASAはアポロ8号による月軌道ミッションを予定していた。当時ウェッブのソビエト連邦の能力に関する主張は周りから疑われ、N-1ロケットは"Webb's Giant"と渾名された。しかしソビエト連邦の崩壊後にソ連の有人月旅行計画が明らかとなると、ウェッブの結論が支持された。ウェッブはアポロ計画で初の有人宇宙飛行が行われる直前の1968年10月にNASAを去った。
1969年、ウェッブはジョンソン大統領から大統領自由勲章を授与された。

### 私生活
NASA退職後も、ウェッブはワシントンD.C.に留まり、スミソニアン博物館の理事などいくつかの役職を務めた。1981年には、彼の国に対する貢献を称えて陸軍士官学校からシルヴァヌス・セイヤー賞を授与された。
ウェッブは1938年にパッツィー・エイケン・ダグラス (Patsy Aiken Douglas) と結婚し、2人の子供サラ・ゴーラム・ウェッブ（Sarah Gorham Webb, 1945年 - ）とジェームズ・エドウィン・ウェッブ・ジュニア（James Edwin Webb, Jr., 1947年 - ）がいる。
ウェッブは1992年に死去し、アーリントン国立墓地に葬られた。

## その他
1998年のテレビシリーズ『フロム・ジ・アース/人類、月に立つ』では、ウェッブの役をダン・ラウリアが演じた。